# Kartal Yılmaz
Kartal Kayra Yılmaz (İzmit, 4 novembre 2000) è un calciatore turco, centrocampista del Kayserispor in prestito dal Beşiktaş.

## Carriera

### Club
Cresciuto nel settore giovanile del Beşiktaş, debutta in prima squadra il 24 ottobre 2019, in occasione dell'incontro di Europa League perso per 1-2 contro il Braga. Il 1º febbraio 2020 ha esordito anche in Süper Lig, disputando l'incontro vinto per 1-2 contro il Çaykur Rizespor.

### Nazionale
Nel 2021 ha esordito con la nazionale turca Under-21.

## Statistiche

### Presenze e reti nei club
Statistiche aggiornate al 29 gennaio 2023.
| Stagione        | Squadra         | Campionato      | Campionato | Campionato | Coppe nazionali | Coppe nazionali | Coppe nazionali | Coppe continentali | Coppe continentali | Coppe continentali | Altre coppe | Altre coppe | Altre coppe | Totale | Totale |
| Stagione        | Squadra         | Comp            | Pres       | Reti       | Comp            | Pres            | Reti            | Comp               | Pres               | Reti               | Comp        | Pres        | Reti        | Pres   | Reti   |
| --------------- | --------------- | --------------- | ---------- | ---------- | --------------- | --------------- | --------------- | ------------------ | ------------------ | ------------------ | ----------- | ----------- | ----------- | ------ | ------ |
| 2019-2020       | Beşiktaş        | SL              | 5          | 0          | CT              | 0               | 0               | UEL                | 2                  | 0                  |             | -           | -           | 7      | 0      |
| 2020-gen. 2021  | Beşiktaş        | SL              | 1          | 0          | CT              | 1               | 0               | UCL+UEL            | 0                  | 0                  |             | -           | -           | 2      | 0      |
| gen.-giu. 2021  | Ümraniyespor    | 1L              | 15         | 0          | CT              | -               | -               |                    | -                  | -                  |             | -           | -           | 15     | 0      |
| 2021-2022       | Ümraniyespor    | 1L              | 30         | 1          | CT              | 2               | 0               |                    | -                  | -                  |             | -           | -           | 32     | 1      |
| ago. 2022       | Beşiktaş        | SL              | 3          | 0          | CT              | -               | -               |                    | -                  | -                  |             | -           | -           | 3      | 0      |
| ago. 2022-2023  | Ümraniyespor    | SL              | 16         | 0          | CT              | 3               | 0               |                    | -                  | -                  |             | -           | -           | 19     | 0      |
| Totale carriera | Totale carriera | Totale carriera | 70         | 1          |                 | 6               | 0               |                    | 2                  | 0                  |             | -           | -           | 78     | 1      |